# Šatornja
Šatornja is een plaats in de gemeente Glina in de Kroatische provincie Sisak-Moslavina. De plaats telt 272 inwoners (2001).